# Islam Batran
Islam Mohamed Mousa Al Batran (in arabo إسلام بطران‎?; Hebron, 1º ottobre 1994) è un calciatore palestinese, attaccante del Safa e della Nazionale palestinese.

## Carriera

### Nazionale
Ha debuttato in Nazionale il 5 ottobre 2016, nell'amichevole Tagikistan-Palestina (3-3), subentrando ad Ahmad Abu Nahyeh al minuto 79. Ha messo a segno la sua prima rete con la selezione palestinese il 2 agosto 2019, in Iraq-Palestina (2-1), siglando su calcio di rigore il gol del momentaneo 0-1 al minuto 3 del primo tempo. Ha partecipato, con la selezione palestinese, al Campionato WAFF 2019 e alla Coppa d'Asia 2023. È sceso in campo, inoltre, nelle qualificazioni ai Mondiali 2022 e 2026.

## Statistiche

### Cronologia presenze e reti in nazionale
Statistiche aggiornate al 31 dicembre 2024.

| Cronologia completa delle presenze e delle reti in nazionale ― Palestina | Cronologia completa delle presenze e delle reti in nazionale ― Palestina | Cronologia completa delle presenze e delle reti in nazionale ― Palestina | Cronologia completa delle presenze e delle reti in nazionale ― Palestina | Cronologia completa delle presenze e delle reti in nazionale ― Palestina | Cronologia completa delle presenze e delle reti in nazionale ― Palestina | Cronologia completa delle presenze e delle reti in nazionale ― Palestina | Cronologia completa delle presenze e delle reti in nazionale ― Palestina |
| Data                                                                     | Città                                                                    | In casa                                                                  | Risultato                                                                | Ospiti                                                                   | Competizione                                                             | Reti                                                                     | Note                                                                     |
| ------------------------------------------------------------------------ | ------------------------------------------------------------------------ | ------------------------------------------------------------------------ | ------------------------------------------------------------------------ | ------------------------------------------------------------------------ | ------------------------------------------------------------------------ | ------------------------------------------------------------------------ | ------------------------------------------------------------------------ |
| 5-10-2016                                                                | Dushanbe                                                                 | Tagikistan                                                               | 3 – 3                                                                    | Palestina                                                                | Amichevole                                                               | -                                                                        | 79’                                                                      |
| 10-11-2016                                                               | Beirut                                                                   | Libano                                                                   | 1 – 1                                                                    | Palestina                                                                | Amichevole                                                               | -                                                                        | 65’                                                                      |
| 8-5-2018                                                                 | Basra                                                                    | Iraq                                                                     | 0 – 0                                                                    | Palestina                                                                | Amichevole                                                               | -                                                                        | 82’                                                                      |
| 11-5-2018                                                                | Kuwait City                                                              | Kuwait                                                                   | 2 – 0                                                                    | Palestina                                                                | Amichevole                                                               | -                                                                        | 58’                                                                      |
| 6-9-2018                                                                 | Bishkek                                                                  | Kirghizistan                                                             | 1 – 1                                                                    | Palestina                                                                | Amichevole                                                               | -                                                                        | 60’                                                                      |
| 11-9-2018                                                                | Doha                                                                     | Qatar                                                                    | 3 – 0                                                                    | Palestina                                                                | Amichevole                                                               | -                                                                        | 63’                                                                      |
| 6-10-2018                                                                | Sylhet                                                                   | Palestina                                                                | 1 – 0                                                                    | Nepal                                                                    | Amichevole                                                               | -                                                                        |                                                                          |
| 10-10-2018                                                               | Chittagong                                                               | Bangladesh                                                               | 0 – 2                                                                    | Palestina                                                                | Amichevole                                                               | -                                                                        | 84’                                                                      |
| 12-10-2018                                                               | Dacca                                                                    | Tagikistan                                                               | 0 – 0 (3 - 4 dtr)                                                        | Palestina                                                                | Amichevole                                                               | -                                                                        | 46’                                                                      |
| 11-6-2019                                                                | Bishkek                                                                  | Kirghizistan                                                             | 2 – 2                                                                    | Palestina                                                                | Amichevole                                                               | -                                                                        | 74’                                                                      |
| 30-7-2019                                                                | Karbala                                                                  | Palestina                                                                | 1 – 0                                                                    | Yemen                                                                    | Camp. WAFF 2019 - Gironi                                                 | -                                                                        |                                                                          |
| 2-8-2019                                                                 | Karbala                                                                  | Iraq                                                                     | 2 – 1                                                                    | Palestina                                                                | Camp. WAFF 2019 - Gironi                                                 | 1                                                                        |                                                                          |
| 5-8-2019                                                                 | Karbala                                                                  | Libano                                                                   | 0 – 0                                                                    | Palestina                                                                | Camp. WAFF 2019 - Gironi                                                 | -                                                                        | 52’ 90’                                                                  |
| 11-8-2019                                                                | Karbala                                                                  | Palestina                                                                | 4 – 3                                                                    | Siria                                                                    | Camp. WAFF 2019 - Gironi                                                 | 1                                                                        |                                                                          |
| 5-9-2019                                                                 | Al-Ram                                                                   | Palestina                                                                | 2 – 0                                                                    | Uzbekistan                                                               | Qual. Mondiali 2022                                                      | 1                                                                        | 83’                                                                      |
| 10-9-2019                                                                | Singapore                                                                | Singapore                                                                | 2 – 1                                                                    | Palestina                                                                | Qual. Mondiali 2022                                                      | -                                                                        | 59’                                                                      |
| 15-10-2019                                                               | Al-Ram                                                                   | Palestina                                                                | 0 – 0                                                                    | Arabia Saudita                                                           | Qual. Mondiali 2022                                                      | -                                                                        | 83’                                                                      |
| 14-11-2019                                                               | Arad                                                                     | Yemen                                                                    | 1 – 0                                                                    | Palestina                                                                | Qual. Mondiali 2022                                                      | -                                                                        | 8’ 59’                                                                   |
| 19-11-2019                                                               | Tashkent                                                                 | Uzbekistan                                                               | 2 – 0                                                                    | Palestina                                                                | Qual. Mondiali 2022                                                      | -                                                                        |                                                                          |
| 30-3-2021                                                                | Riyad                                                                    | Arabia Saudita                                                           | 5 – 0                                                                    | Palestina                                                                | Qual. Mondiali 2022                                                      | -                                                                        | 61’                                                                      |
| 15-6-2021                                                                | Riyad                                                                    | Palestina                                                                | 3 – 0                                                                    | Yemen                                                                    | Qual. Mondiali 2022                                                      | -                                                                        | 63’                                                                      |
| 24-6-2021                                                                | Doha                                                                     | Palestina                                                                | 5 – 1                                                                    | Comore                                                                   | Qual. Coppa araba FIFA 2021                                              | 1                                                                        | 77’                                                                      |
| 25-3-2023                                                                | Arad                                                                     | Bahrein                                                                  | 1 – 2                                                                    | Palestina                                                                | Amichevole                                                               | 1                                                                        |                                                                          |
| 14-6-2023                                                                | Surabaya                                                                 | Indonesia                                                                | 0 – 0                                                                    | Palestina                                                                | Amichevole                                                               | -                                                                        | 46’                                                                      |
| 20-6-2023                                                                | Dalian                                                                   | Cina                                                                     | 2 – 0                                                                    | Palestina                                                                | Amichevole                                                               | -                                                                        | 70’                                                                      |
| 16-11-2023                                                               | Sharjah                                                                  | Libano                                                                   | 0 – 0                                                                    | Palestina                                                                | Qual. Mondiali 2026                                                      | -                                                                        | 86’                                                                      |
| 21-11-2023                                                               | Kuwait City                                                              | Palestina                                                                | 0 – 1                                                                    | Australia                                                                | Qual. Mondiali 2026                                                      | -                                                                        | 81’                                                                      |
| 18-1-2024                                                                | Al Wakrah                                                                | Palestina                                                                | 1 – 1                                                                    | Emirati Arabi Uniti                                                      | Coppa d'Asia 2023 - Gironi                                               | -                                                                        | 80’                                                                      |
| 23-1-2024                                                                | Doha                                                                     | Hong Kong                                                                | 0 – 3                                                                    | Palestina                                                                | Coppa d'Asia 2023 - Gironi                                               | -                                                                        | 82’                                                                      |
| 29-1-2024                                                                | Al Khor                                                                  | Qatar                                                                    | 2 – 1                                                                    | Palestina                                                                | Coppa d'Asia 2023 - Ottavi di finale                                     | -                                                                        | 58’                                                                      |
| 21-3-2024                                                                | Kuwait City                                                              | Palestina                                                                | 5 – 0                                                                    | Bangladesh                                                               | Qual. Mondiali 2026                                                      | -                                                                        | 46’                                                                      |
| 26-3-2024                                                                | Dhaka                                                                    | Bangladesh                                                               | 0 – 1                                                                    | Palestina                                                                | Qual. Mondiali 2026                                                      | -                                                                        | 76’                                                                      |
| 11-6-2024                                                                | Perth                                                                    | Australia                                                                | 5 – 0                                                                    | Palestina                                                                | Qual. Mondiali 2026                                                      | -                                                                        | 82’                                                                      |
| Totale                                                                   |                                                                          | Presenze                                                                 | 33                                                                       |                                                                          | Reti                                                                     | 5                                                                        |                                                                          |